# Daniel Hans Rapoport

Daniel Hans Rapoport (2025)

Daniel Hans Rapoport (* 17. September 1971 in Berlin) ist ein deutscher Wissenschaftler und Essayist.

## Leben
Rapoport studierte Chemie an der TU Berlin. Seine Promotion machte er am Paul-Drude-Institut für Festkörperphysik in Berlin.
Zunächst arbeitete er als Toningenieur, bevor er als Postdoc am Max-Planck-Institut für Kolloide und Grenzflächenforschung in Potsdam tätig wurde.
Derzeit entwickelt Daniel H. Rapoport als Wissenschaftler Technologien zur Analyse und Vermehrung menschlicher und tierischer Zellen an der Fraunhofer Einrichtung für Marine Biotechnologie und Zelltechnik (EMB) in Lübeck. Er hat ein effizientes Verfahren zur Vermehrung adhärent wachsender Zellen erfunden. Seit 2018 ist er Leiter der Abteilung Zelltechnologie.
Neben naturwissenschaftlichen Arbeiten veröffentlichte er Essays in Zeitschriften und Sammelbänden.
Er ist der Sohn von Tom Rapoport und der Enkel von Samuel Mitja Rapoport und Ingeborg Rapoport.

## Werke
- Daniel Hans Rapoport: Rastersondenmikroskopie mit Hochfrequenzsignalen. Dissertation, Humboldt-Universität Berlin, 2001; Digitalisat
- Beitrag. In: ARGOS. Fünftes Heft. Mitteilungen zu Leben, Werk und Nachwelt des Dichters Peter Hacks (1928–2003). VAT Verlag, 2009, ISBN 978-3-940884-25-1.
- Daniel Rapoport: Die reizlose Seite des Humanismus oder: Zum Verhältnis von Juden und DDR. In: Das Blättchen, Zweiwochenschrift für Politik, Kunst und Wirtschaft, 15. März 2010
- Beiträge. In: ARGOS: Zehntes Heft. VAT Verlag, 2015, ISBN 978-3-940884-82-4.
- Anteil des Redens an der Affenwerdung des Menschen. Das Neue Berlin, Berlin 2017, ISBN 978-3-360-01326-2.